# Облигации узбекского внутреннего выигрышного займа
Облигации узбекского республиканского 12-процентного внутреннего выигрышного займа были выпущены в обращение на основании постановления Кабинета Министров Республики Узбекистан № 165 от 6 апреля 1992 года «О выпуске и порядке распространения узбекского республиканского 12-процентного внутреннего выигрышного займа 1992 года» с целью вливания денежных средств населения в экономику страны.

## Описание
Облигации узбекского внутреннего выигрышного займа выпускались с 1 июля 1992 года, сроком на 20 лет, до 1 июля 2012 года (облигации могли быть предъявлены к оплате до 1 июля 2014 года), достоинством в 250, 500 и 1000 рублей, отдельными разрядами по 2,5 млрд рублей. Свободная покупка и продажа облигаций производилась через отделения Узсбербанка, Узпромстройбанка, Узагропромбанка, а также через биржи. Продажа облигаций производилась по ценам, установленным Министерством финансов, а покупка по номинальной стоимости, курсовая разница являлась банковским вознаграждением за их реализацию.
Весь доход по облигациям займа выплачивался в форме выигрышей, не облагаемых налогами, при этом общая сумма выигрышей была установлена из расчета 12 процентов в год. За двадцатилетний период 32 % облигаций должны были стать выигрышными и изымались из дальнейших тиражей, оставшиеся 68 % облигаций выкупались по номинальной стоимости по истечении срока займа. Выигрыши по займу устанавливались в размере 250 000, 100 000, 50 000, 25 000, 10 000, 5 000 и 2 000 рублей на облигацию номиналом 500 рублей, на облигации других номиналов выигрыш устанавливался согласно их пропорциональной стоимости к 500 рублёвой облигации. В размер выигрыша также включалась номинальная стоимость облигации. Всего намечалось провести 80 тиражей по 4 тиража в год, начиная с 1992 года. Сроки проведения тиражей, устанавливались Министерством финансов.

## Погашение облигаций
Ввиду истечения срока обращения облигаций 1 июля 2014 года вышло Постановление Кабинета Министров № 51 от 5 марта 2014 года «О мерах по организации приёма и погашения облигаций узбекского республиканского 12-процентного внутреннего выигрышного займа 1992 года». Постановлением устанавливался период приёма облигаций подразделениями Народного банка с 1 апреля по 1 июля 2014 года, облигации не предъявленные в этот срок считались утратившими силу. В документе оговаривалась индексация выплат по облигациям займа, однако конкретный размер индексации постановлением не устанавливался.
Постановлением Кабинета Министров № 209 от 31 июля 2014 года был определен коэффициент индексации по облигациям займа в размере 1,373 (1 рубль : 1,373 сум), с учётом проведённой в 1994 году денежной реформы, без выплаты выигрышей. Срок выплаты денежных средств устанавливался с 1 августа по 30 ноября 2014 года.
Кампания по гашению облигаций внутреннего займа 1992 года получила широкое освещение в средствах массовой информации Узбекистана.

## Галерея

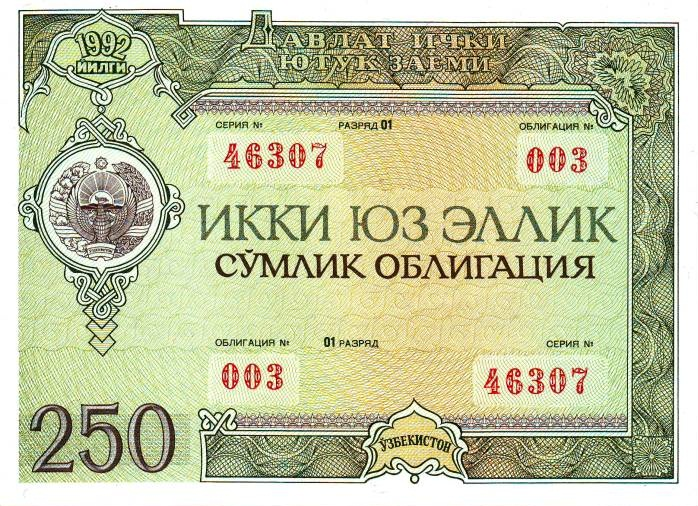
250 рублей, лицевая сторона
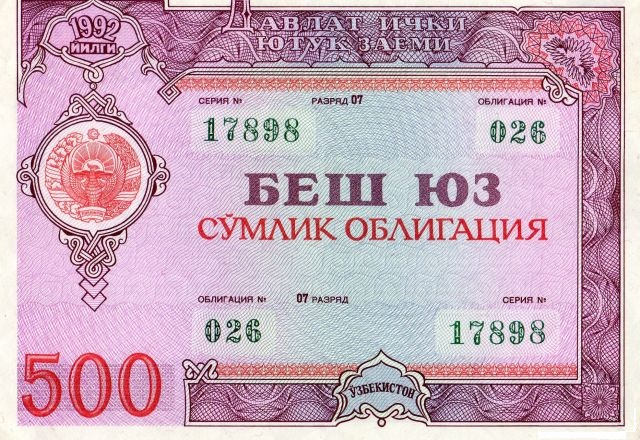
500 рублей, лицевая сторона
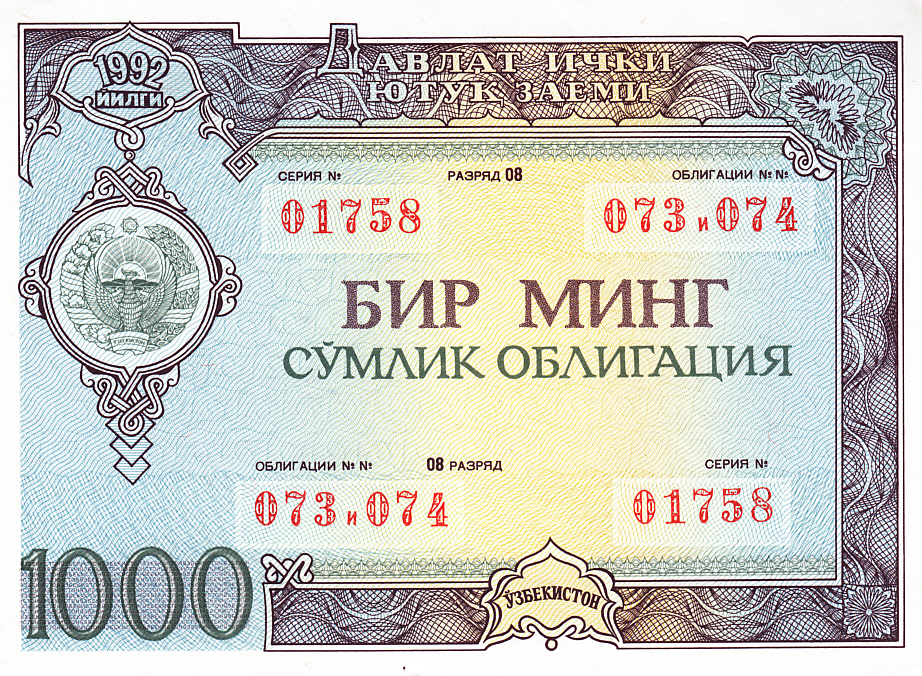
1000 рублей, лицевая сторона
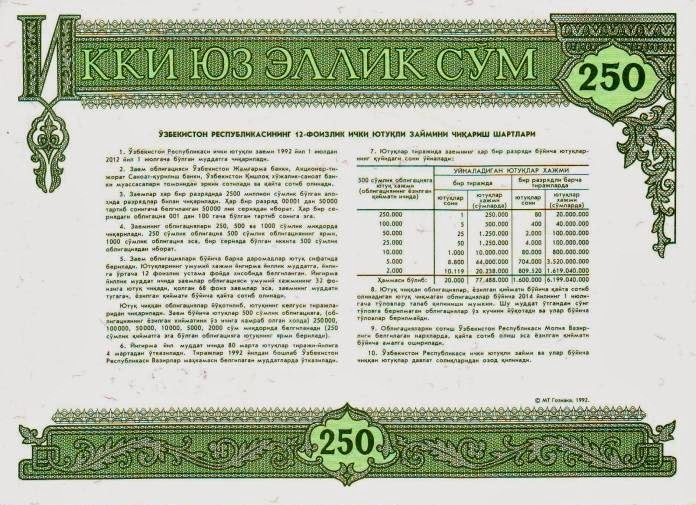
250 рублей, оборотная сторона
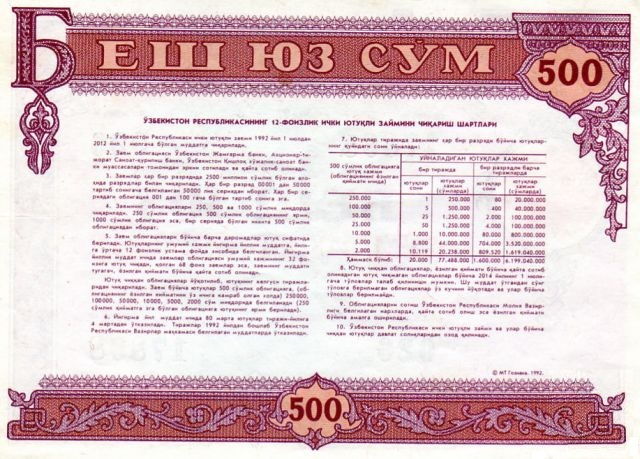
500 рублей, оборотная сторона
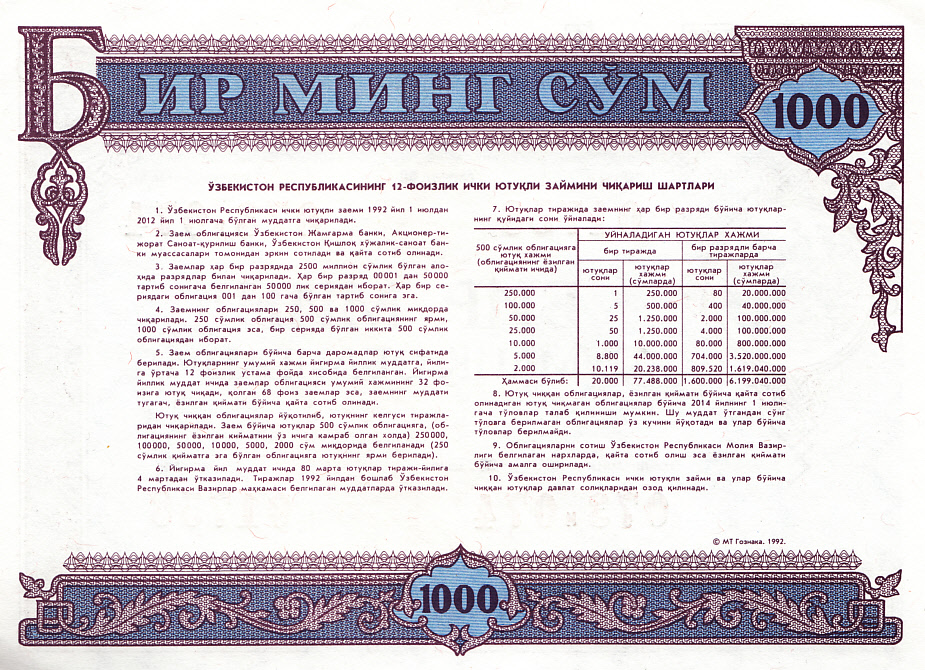
1000 рублей, оборотная сторона